# 바르샤바의 문장

통상적인 바르샤바의 문장.

"Semper invicta" 문장. 이 문장은 특별한 행사 때에만 사용한다.

바르샤바의 문장은 붉은 색의 바탕에 인어 형상의 시렌카(Syrenka)가 있는 모양이다. 그림 속의 시렌카를 세이렌으로 보기도 하나, 보통은 맑은 물 속에 사는 멜뤼진으로 인식한다.
바르샤바의 문장 초기 디자인은 칼과 방패를 든, 인간 남자 상반신을 한 용이었다. 이 문장이 최초로 사용된 사례는 1390년 인장에서였다. 점차 상반신의 남자는 여자로 바뀌어 갔으며, 16세기가 되어 용의 꼬리는 물고기의 그것으로 교체되었다. 예전의 모습을 간직하고 있는 것은 칼과 방패뿐이다.
현재의 칼과 방패를 든 인어 형상으로 굳혀진 것은 1622년이 되어서이며, 비스와강의 멜뤼진(전설상, 1294년 마조비아의 볼레수아프 공을 한 마을로 데려가서 그 자리에 도시를 세우라고 명령한 인물)을 상징한다. 이 문장의 표어는 "대항하다"(Contemnit procellas)이다.
현재 양식은 1938년 도입되었으나 제2차 세계 대전이 발발하면서 사용이 중단되었다. 1945년 종전 후 들어선 공산주의 정권은 인어가 쓰고 있는 왕관을 삭제했다. 1990년 8월 15일, 다시 2차 대전 이전의 문장을 사용하게 되었다.
기본 문장 외에, 특별한 공식 행사 때만 사용하는 문장이 따로 있다. 이 문장의 이름은 "바르샤바 시의 위대한 상징"(Herb Wielki Miasta Stołeczego Warszawy)이다. 문장에는 '언제나 무적이다'(Semper invicta)라는 제2의 표어가 있으며, 하단부에는 Virtuti Militari 메달(2차 세계 대전 중 용감하게 적과 맞서 싸운 시민들을 기리는 의미에서 바르샤바 시에 수여된 훈장)이 그려져 있다.

## 동상

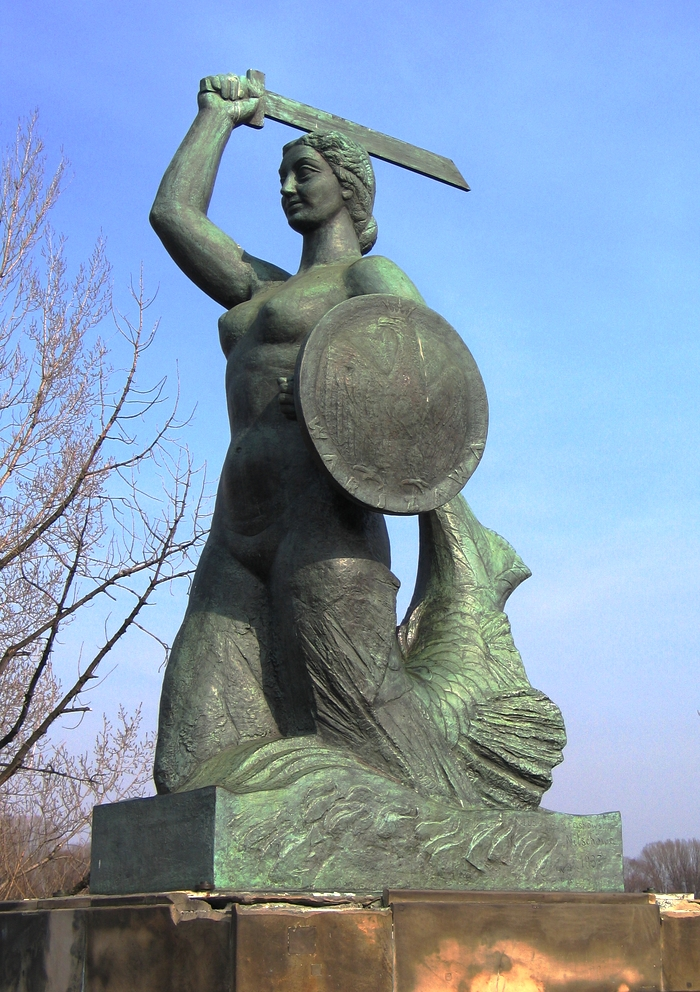
하천 둑에 세워져 있는 시렌카의 동상